# Hóquei subaquático

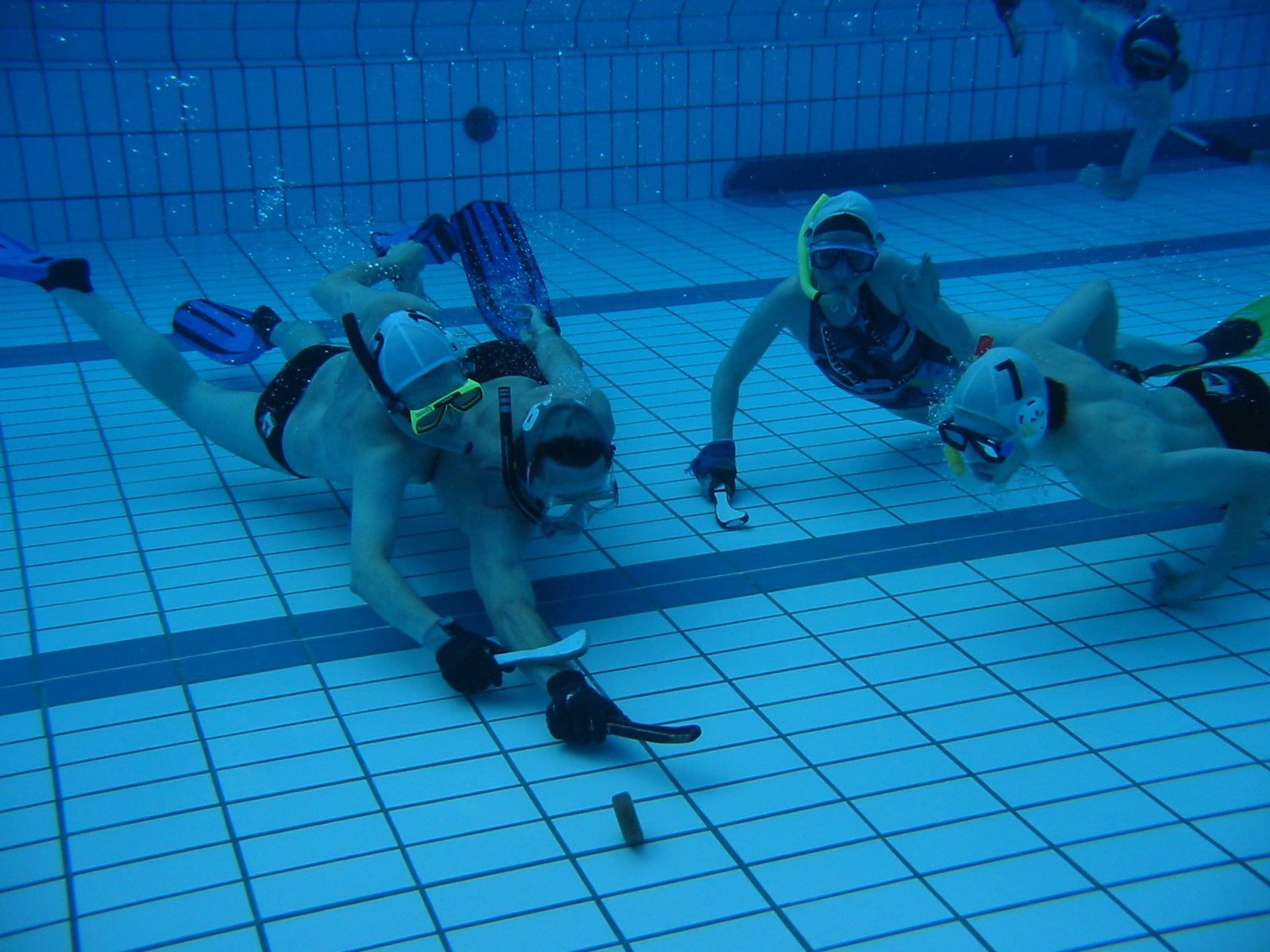
Hóquei subaquático

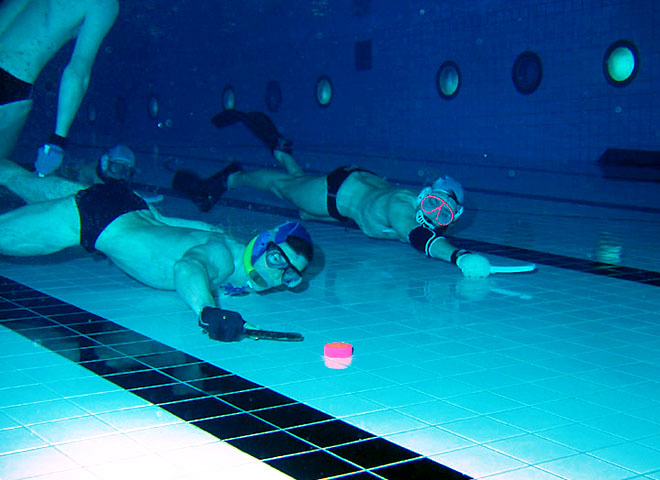
Hóquei subaquático

## Historia do Hóquei Subaquático
O Hóquei subaquático foi inventado em 1954 em Inglaterra por Alan Blake com o intuito de entreter os mergulhadores na altura do inverno. Inicialmente chamado ” Octopush”, o Hóquei subaquático ao longo dos anos foi sofrendo modificações a nível de equipamento,número de jogadores e outros factores decisivos para torna-lo na modalidade internacional que é hoje em dia.
Hoje em dia é praticado em quase todos os países da Europa com destaque para o Reino Unido, França, Holanda que são as maiores potências. A nível Mundial temos países como África do Sul, Austrália, Nova Zelândia, Colômbia, Estados Unidos da América e Canadá.

## O Hóquei Subaquático
O  hóquei subaquático  (underwater hockey  em inglês)  ou  "Octopush",  como é conhecido na
Grã-Bretanha,  é  um esporte que se joga numa piscina de 25m x 15m e  de 2m a 3,65 m  de  profundidade, o jogo  decorre no fundo da  piscina, sem ajuda garrafas de mergulho, é  jogado em apneia, somente com uma máscara de mergulho,tubo,  barbatanas,  luva, touca de  polo aquático e um taco que pode ser de madeira (stick), plástico ou outro material. As equipes são de 10 jogadores, 6 jogadores de campo e 4 no banco de substituições, o jogo tem como objectivo marcar  o máximo de gols possíveis em dois tempos de 15 minutos, com o disco de hóquei subaquático (puck) dentro de uma baliza em forma de calha com 3m de comprimento.

## O Hóquei Subaquático em Portugal
Em Portugal a modalidade existe oficialmente desde 2007, tendo ocorrido experiências prévias a esta data mas só em 2007 foi criado o primeiro clube oficial de Hóquei Subaquático. 
Essência do Eixo ( Lisboa)
Fluvial (Porto)
Nscbr (Coimbra)
Sharks (Coimbra)
AquaCarca (Carcavelos)
Clube de Natação da Amadora (Amadora)
Instituto Superior Técnico (Lisboa)
Zupper (Porto)

## Regras do Hóquei Subaquático
O Hóquei Subaquático joga-se numa piscina  que tenha as dimensões entre 20-25 metros de comprimento e 12-15 metros de largura, devem ter uma profundidade mínima de  2 m (mínimo para competições oficiais, para treinos qualquer piscina pode ser utilizada) e máxima de 3,65 m desde que a inclinação máxima não exceda os 10%, o ideal será de 2,20 m de profundidade constante.
As equipas são constituídas por 6 atletas e mais 4 suplentes sendo as substituições ilimitadas. Nas extremidades da piscina estão colocadas no fundo uma baliza com 3m de comprimento e 18 cm de largura onde devemos introduzir o disco (1.3 kg de chumbo revestido de borracha) na calha da baliza.
1. Máscara de mergulho » usamos a máscara dado que o jogo disputa-se sempre no fundo da piscina e assim temos não só uma melhor visão debaixo de agua sem esforçar a vista mas também mais uma protecção a nível da face.
2. Toucas » São usadas para protecção e para ajudar a distinguir as equipas.
3. Tubo » O uso do tubo é fundamental no jogo porque assim não precisamos de tirar a cara debaixo de agua para respirar e assim nunca perdemos o contacto visual com o disco.
4. Luva » Mais uma maneira de distinguir as equipas e de protecção da mão que agarra o stick dado que cada jogador só usa uma luva.
5. Barbatanas » Existem vários tipos e formas de barbatanas que podem ser utilizadas no Underwater Hockey. Temos é de ter sempre atenção num factor de segurança para nós e para os outros jogadores, as barbatanas a sua volta tem que acabar sempre em borracha pois o contacto com os outros jogador e inevitável e se não tiver essa protecção poderiamo-nos cortar . Quanto ao tipo de barbatana pode ser aquela a que nos adaptamo-nos melhor.
6. Stick » É a única maneira que temos para poder tocar no disco. Cada pessoa deverá numa fase mais avançada ter os seus próprios sticks dado que para podermos fazer tanto os passes como a nível de técnica individual estar bem habituados a jogar sempre com os mesmos sticks. Existem variadíssimas formas e desenhos de sticks para todos os gostos mas apenas tem que respeitar a alguns aspectos de dimensões. Os sticks para destros e esquerdinos são iguais mas simétricos. Servem também para distinguir as equipas através das cores.
7. Disco » a peça fundamental para um jogo. O disco pode ter várias cores mas sempre com as mesmas dimensões . De altura tem 3 cm podendo variar entre 2mm, de diâmetro tem 8 cm e o seu peso pode variar entre 1.3 kg e 1.5 kg . O disco a sua volta no exterior é envolvido por uma borracha para que assim não estrague a piscina nem os sticks. O stick permanece sempre no fundo da piscina.